# وندای
وندای (به انگلیسی: Wondai) یک شهرک در استرالیا است که در کوئینزلند واقع شده‌است.